# أليكس كاسيريس (مقاتل)
أليكس كاسيريس (بالإنجليزية: Alex Caceres؛ مواليد 20 يونيو 1988) هو مُقاتل فنون قتالية مختلطة أمريكي.

## وصلات خارجية
- أليكس كاسيريس (مقاتل) على موقع يو إف سي (الإنجليزية)
- أليكس كاسيريس (مقاتل) على موقع شيردوغ (الإنجليزية)
- أليكس كاسيريس (مقاتل) على موقع Tapology.com (الإنجليزية)
- أليكس كاسيريس (مقاتل) على موقع إي إس بي إن (الإنجليزية)
- أليكس كاسيريس (مقاتل) على موقع IMDb (الإنجليزية)
- أليكس كاسيريس (مقاتل) على موقع قاعدة بيانات الفيلم (الإنجليزية)